# Mini World Lyon
Mini World Lyon est un parc de miniatures animées d'environ 3 500 m2 au sein du pôle de loisirs du Carré de Soie à Vaulx-en-Velin, dans la Métropole de Lyon (France). Ce parc est ouvert depuis le 30 juin 2016. 
Il est à ce jour le plus grand parc de loisirs du genre en France, la troisième activité de la banlieue de Lyon. Le projet prend exemple sur la réussite de Miniatur-Wunderland en Allemagne, qui, avec 1,4 million de visiteurs annuels, est la première attraction touristique de la ville de Hambourg.

## Description
Mini World Lyon montre des scènes de vie animées, des véhicules ferroviaires et routiers circulant de manière autonome, des paysages répartis en trois mondes (ville, campagne et montagne), qui évoluent au rythme du jour et de la nuit. Le parc est entièrement réalisé à l'échelle H0, la plus répandue pour les réseaux de trains miniatures. De nombreuses anecdotes sont dissimulées dans les mondes : super héros, dessins animés, cinéma, séries TV et célébrités. Une extension a ouvert fin 2018 avec comme thème la ville de Lyon,,. Un nouveau « monde » représentant la Côte d'Azur est en construction. Certaines nuits font l'objet d'illuminations s'inspirant de la Fête des Lumières,,,.
Le parc accueille des expositions temporaires : Playmobil, Lego, Japon... Un cinéma 3D a été supprimé pour agrandir les expositions.
D'avril à juillet 2023, le parc propose un parcours Jurassic Tour ainsi qu'une salle consacrée aux dinosaures de Jurassic Park et de Jurassic World,.
Depuis avril 2024, le parc propose une exposition sur le Japon, nommée « Japan Mania ».

## Informations économiques
La société Mini World Lyon a été immatriculée en juin 2013.
Au 30 juin 2016, elle n'avait pas encore réalisé de chiffre d'affaires, mais son résultat était négatif de 334 400 €.
La société est dirigée par Richard Richarté et Romain Granier.
Lors de sa première année d'exploitation (2016-2017), le parc a reçu plus de 200 000 visiteurs,.
À cause de la crise du Covid-19, le parc d'attractions est en difficulté financière. À la sixième résolution de l'assemblée générale mixte du 24 mars 2022, il est décidé une poursuite des activités malgré des capitaux propres inférieurs à la moitié du capital social. En mars 2023, le tribunal de commerce de Lyon accorde au parc un placement en procédure de sauvegarde,.